# كاظم حبيب
كاظم حبيب (16 أبريل 1935 - 30 أغسطس 2021) سياسي واقتصادي وكاتب عراقي. ولد في كربلاء ونشأ فيها ودرس الابتدائية والمتوسطة والثانوية فيها. أنضم إلى الحزب الشيوعي العراقي في 1952. سجن وأبعد في العهد الملكي خلال 1955-1958. أكمل دراسته الإعدادية في طرابلس بلبنان في 1959 ثم درس الاقتصاد في كلية الاقتصاد في برلين وحصل على البكالوريوس ثم الماجستير في 1964 وبعده حاز شهادة دكتوراه من نفس الكلية في 1968. وحاز على درجة الدكتوراه علوم في 1973. درّس في الجامعة المستنصرية من 1967 حتى 1975. أعتقل وعذب وأحيل على التقاعد لأسباب سياسية في 1978 وغادر العراق إلى الجزائر وتابع تدريسه بها حتى 1981. ثم توجه إلى كردستان العراق للمشاركة في حركة الأنصار. استقال من الحزب الشيوعي العراقي في 1993 وتابع نشاطاته بالتأليف والترجمة. له مؤلفات ودراسات ومقالات عديدة في الاقتصاد والسياسة وحقوق الإنسان بالعربية والألمانية. كان عضوًا في عديد من منظمات حقوقية واقتصادية في العراق وخارجها. توفي في برلين عن 86 عامًا.

## تعليمه ودراسته
ولد كاظم حبيب في يوم 16 أبريل 1935/ 13 محرم 1354 في مدينة كربلاء ونشأ بها. درس الابتدائية والمتوسطة والثانوية فيها. سجن وأبعد في 1955 حتى 1958 بسبب نشاطاته السياسية. أكمل دراسة الإعدادية في كلية المقاصد الإسلامية بمدينة طرابلس في لبنان بتفوق في العام 1959. درس اللغة الألمانية في معهد غويته في بادأيبلنك بألمانيا الاتحاد في العام 1959. وبعده درّس الاقتصاد في كلية الاقتصاد في جامعة برلين وحصل على البكالوريوس ثم الماجستير في العام 1964. اكمل دراسته العالية وحصل على الدكتوراه من نفس الكلية في 1968. وحاز على درجة الدكتوراه علوم D.Sc. في عام 1973.

اشتغل بالتدريس في الجامعة المستنصرية منذ عام 1969 وعمل عضوا في المجلس الزراعي الأعلى منذ عام 1975. عين في العام 1969 بدرجة مدرس في الجامعة المستنصرية قسم الاقتصاد. منح درجة أستاذ مساعد عام 1973. أحيل على التقاعد لأسباب سياسية في العام 1978 وغادر العراق إلى الجزائر في نهاية العام.

تابع دارسته ودرس في معهد العلوم الاقتصادية ومعهد الحقوق في جامعة الجزائر العاصمة بين 1979-1981. عين في العام 1979 أستاذا مساعداً في معهد العلوم الاقتصادية التابع لجامعة الجزائر العاصمة. منح في العام 1980 درجة أستاذ واستمر في التدريس حتى نهاية العام الدراسي 1981.

## مهنته
هو عضو في كل من منظمة حقوق الإنسان العراقية في ألمانيا والمنظمة العربية لحقوق الإنسان ومنظمة العفو الدولية والجمعية العربية للبحوث الاقتصادية ومنظمة الصحفيين العالمية ونادي الرافدين الثقافي العراقي بألمانيا ونقابة الصحفيين العراقيين. وهو عضو سابق في هيئة تحرير الثقافة الجديدة وجريدة طريق الشعب وهيئة تحرير مجلة الوقت. وهو رئيس المعهد العربي - الأوروبي للبحوث والاتصالات في برلين.

## في السياسة
التحق مبكراً بالحركة الوطنية العراقية، وبالحزب الشيوعي العراقي منذ العام 1952. سجن وأُبعد في العهد الملكي في 1955 حتى 6 يوليو 1958 لأسباب سياسية. أصبح عضوياً في اللجنة المركزية في العام 1972، وعضواً في المكتب السياسي للجنة المركزية للحزب الشيوعي العراقي في العام 1985 حتى عام 1989. وفي العام 1990 قدم استقالته من اللجنة المركزية للحزب، وقبلت في العام 1993.

اُعتقل في العام 1978 من قبل مديرية الأمن العامة ببغداد.عذب في المعتقل ثم أطلق سراحه. وفي الثمانيات، عاد من الجزائر شارك لعدة سنوات في حركة الأنصار/ البيشمركة التابعة للحزب الشيوعي العراقي في كردستان العراق منذ نهاية العام 1981 حتى نهاية 1984, ثم شارك في الحركة مرة أخرى بين عامي 1987-1988. 

انتدب ممثلاً عن الحزب الشيوعي العراقي في هيئة ومجلس تحرير مجلة الوقت (قضايا السلم والاشتراكية) ببراغ/تشيكوسلوفاكيا بين نهاية عام 1984 وعام 1988.

## حياته الشخصية
متزوج وله ابن وبنت، وعاش مع عائلته في ألمانيا منذ 1981 حتى وفاته.

## مؤلفاته
له كتب والكثير من الدراسات والبحوث والمقالات ، بالعربية والألمانية:
- بحث في إنتاج واستهلاك الحنطة في العراق،1971
- ثلاث كراسات عن إنتاج الحنطة والشعير والرز في العراق، مطبعة المعارف، بغداد، 1971
- أراء في مفهوم وقضايا الإصلاح الزراعي، بمشاركة مكرم الطالباني، 1971
- دراسات في التخطيط الاقتصادي، 1974
- ملامح تطور التعاونيات الزراعية في جمهورية ألمانيا الديمقراطية، 1975
- دراسات في الإصلاح والتعاون الزراعي الإنتاجي، 1976
- اتجاهات تطور العلاقات الاقتصادية الدولية وأثرها على البلدان النامية، 1976
- الميثاق وبعض مشكلات التنمية في العراق، 1975
- العوامل المحفزة لنمو الدخل القومي، الموسوعة الصغيرة، 1978
- مفهوم التنمية الاقتصادية، 1980
- دروس في التخطيط الاقتصادي، 1983
- بعض خصائص وممارسات البرجوازية الصغيرة في العراق، باسم ب. السامر، 1984
- الاستعمار الجديد والبلدان النامية، باسم ب. السامر، 1984
- الفاشية التابعة في العراق 1984
- حول بعض خصائص الفاشية والدكتاتورية الفاشية من الطراز الخاص 1985
- ساعة الحقيقة، مستقبل العراق بين النظام والمعارضة، 1995
- بلدان الجنوب، المشكلات والآفاق، 1996
- المجتمع والدولة في الوطن العربي في ظل السياسات الرأسمالية الجديدة، 1998.
- المأساة والمهزلة في عراق اليوم، 2000م.
- فهد والحركة الوطنية في العراق، بمشاركة زهدي الداوودي، 2003.
- الإيزيدية ديانة قديمة تقاوم نوائب الزمن، 2003
- العراق: أمس واليوم، 2003.
- العولمة من منظور مختلف، 2005.
- لمحات من نضال حركة التحرر الوطني للشعب الكُردي في كُردستان العراق، 2005.
- الاستبداد والقسوة في العراق، 2006.
- اليهود والمواطنة العراقية أو (محنة يهود العراق بين الأسر الجائر والتهجير القسري الغادر)، 2006.
- مقالات حول بعض المسائل الملتهبة في العراق، 2005 - 2006.
- حوارات فكرية وسياسية واقتصادية مع الدكتور كاظم حبيب، تقديم وإصدار د، حسن حلبوص، 2006.
- الفاشية التابعة في العراق، 2008.
- مقالات حول القضية الكردية، 2008.
- حملات مذابح الأنفال وحلبچة في كردستان العراق، 2008.
- حوارات ونقاشات فكرية وسياسية واجتماعية واقتصادية خلال الفترة 2008-2009، 2010.
- اليسار... الطريق الصعب، رؤية نقدية وتطلع نحو مستقبل أفضل، حوار وتقديم مازن لطيف، 2011
- هيئة الدفاع عن أتباع الديانات والمذاهب في العراق، 2013.
- شرطة التحقيقات الجنائية في العراق بين المهمات النبيلة والأفعال الدنيئة، 2013.
- لمحات من عراق القرن العشرين، 11 مجلداً، 2013.
- يهود العراق والمواطنة المنتزعة، 2015.
- عوامل تفاقم النزوح والهجرة واللجوء من منطقتي الشرق الأوسط وشمال أفريقيا، 2016.
- الإيزيدية ديانة عراقية-شرق أوسطية قديمة، 2016/2017.
- مسيحيو العراق.. أصالة... انتماء ... مواطنة..، 2018.